# Hours (film)
Hours is een Amerikaanse film uit 2013 onder regie en naar een scenario van Eric Heisserer. De hoofdrollen in deze thriller worden vertolkt door Paul Walker, Génesis Rodríguez, TJ Hassan, Nick Gomez en Judd Lormand.
Het was door het overlijden van Paul Walker in de periode van de postproductie de laatste langspeelfilm waarvan hij de opnamen voltooide.

## Verhaallijn
De film situeert zich in 2005 tijdens de periode dat orkaan Katrina het Amerikaanse vasteland bereikt. Nolan is die dag net vader geworden, maar die vreugde slaat snel om wanneer het ziekenhuis wordt overspoeld door het water en de stroomvoorziening uitvalt. Niemand kan hem helpen met de zorg die zijn pasgeboren dochtertje, afhankelijk van toestellen die door de stroomuitval op batterij nog enige tijd verder draaien, nodig heeft.

## Rolbezetting
- Paul Walker als Nolan
- Génesis Rodríguez als Abigail
- TJ Hassan als Jeremy
- Nick Gomez als Jerry
- Judd Lormand als Glenn